# El pecador impecable
El pecador impecable es una comedia española estrenada en 1987, dirigida y coescrita por Augusto Martínez Torres junto a Rafael Azcona y protagonizada en el papel principal por Alfredo Landa.
El guion de la película está basado en la novela homónima, escrita por el debutante Manuel Hidalgo en 1986 y que fue finalista del premio La sonrisa vertical.
Los ingenieros de sonido Carlos Faruolo y Enrique Molinero fueron nominados en la candidatura a Mejor Sonido en la 2ª edición de los Premios Goya. El galardón lo obtuvo el propio Enrique Molinero junto a Miguel Ángel Polo por su labor en la película Divinas palabras.

## Sinopsis
Honorio Sigüenza es un hombre maduro que ha sufrido durante mucho tiempo la tiranía de Aurora, su posesiva madre. Cuando ella muere, Honorio se transforma por completo y se dedica a disfrutar de las aventuras amorosas que no había vivido hasta entonces para desesperación de su prima Beni, que siempre había anhelado casarse con él algún día y así heredar el negocio familiar "Calzados Sigüenza".

## Reparto
- Alfredo Landa ...	Honorio Sigüenza
- Chus Lampreave ... Beni
- Julieta Serrano ... María
- Queta Claver	...	Mercedes
- Alicia Sánchez ... Marta
- Rafaela Aparicio ... Aurora
- Diana Peñalver ... Sabina
- Rafael Alonso ...	Dr. Cabrera
- Manuel Zarzo ...	Vicente
- Tomás Zori ... Pedro
- Sofía L. Cifuentes ... Valeria
- José Sazatornil ... Viajante González
- Chari Moreno ... Manuela
- María Isbert ...	Encarna
- Mary Paz Pondal ... Señora cuarentona
- Ricardo Palacios ... Aníbal
- Isabel Suances ... Amiga de Valeria
- Enrique San Francisco	...	Propietario de Casa Anselmo
- Ana Gracia ... La Monja
- Rafael Rubio ... Miguel
- Paloma Cela ... Muchacha enorme
- Juan de Pablos ... Carmelo
- Carmen Santonja ... Vecina A
- Concha Hidalgo ... Vecina B
- Carmen Giralt ...	Vecina C
- Natacha Seseña ... Abuela zapatería
- Lucas Martín ...	El niño de la zapatería
- José Antonio Navarro ... Dependiente galerías
- Antonio Chamorro ...	Director del bingo
- Carlos Lucas ...	El mendigo
- Ana Salvador Suárez-Barcena ... La niña de los sellos
- Jaime Chávarri ... El cura
- Fernando Colomo ... El fraile
- Álvaro del Amo ... Señor Elegante
- Ricardo Franco ... El curioso
- Esther García ...	La taxista
- Emilio Martínez Lázaro ... El saxofonista
- Vicente Molina Foix ... El invidente
- Alfonso Ungría ... Fotógrafo
- Gerardo Vera ... Vendedor de sellos